# Dehault
Pour les articles homonymes, voir Dehault (homonymie).
Dehault est une commune française, située dans le département de la Sarthe en région Pays de la Loire, peuplée de 250 habitants.
Bien que située dans la région naturelle du Perche sarthois, la commune fait partie de la province historique du Maine.

## Géographie
Le village fait partie du Perche.

### Communes limitrophes
| Nogent-le-Bernard      |                          | La Chapelle-du-Bois |
| Saint-Georges-du-Rosay | Dehault                  | La Ferté-Bernard    |
|                        | Saint-Aubin-des-Coudrais |                     |

### Climat
Pour des articles plus généraux, voir Climat des Pays de la Loire et Climat du Val-d'Oise.
En 2010, le climat de la commune est de type climat océanique dégradé des plaines du Centre et du Nord, selon une étude du CNRS s'appuyant sur une série de données couvrant la période 1971-2000. En 2020, Météo-France publie une typologie des climats de la France métropolitaine dans laquelle la commune est exposée à un climat océanique altéré et est dans une zone de transition entre les régions climatiques « Normandie (Cotentin, Orne) » et « Moyenne vallée de la Loire ». 
Pour la période 1971-2000, la température annuelle moyenne est de 10,6 °C, avec une amplitude thermique annuelle de 14,7 °C. Le cumul annuel moyen de précipitations est de 733 mm, avec 11,7 jours de précipitations en janvier et 7,4 jours en juillet. Pour la période 1991-2020, la température moyenne annuelle observée sur la station météorologique de Météo-France la plus proche, « Deauville », sur la commune de Deauville à 5 361 km à vol d'oiseau, est de 0,0 °C et le cumul annuel moyen de précipitations est de 0,0 mm,. Pour l'avenir, les paramètres climatiques de la commune estimés pour 2050 selon différents scénarios d'émission de gaz à effet de serre sont consultables sur un site dédié publié par Météo-France en novembre 2022.

## Urbanisme

### Typologie
Au 1er janvier 2024, Dehault est catégorisée commune rurale à habitat dispersé, selon la nouvelle grille communale de densité à sept niveaux définie par l'Insee en 2022.
Elle est située hors unité urbaine. Par ailleurs la commune fait partie de l'aire d'attraction de La Ferté-Bernard, dont elle est une commune de la couronne,. Cette aire, qui regroupe 37 communes, est catégorisée dans les aires de moins de 50 000 habitants,.

### Occupation des sols
L'occupation des sols de la commune, telle qu'elle ressort de la base de données européenne d’occupation biophysique des sols Corine Land Cover (CLC), est marquée par l'importance des territoires agricoles (100 % en 2018), une proportion identique à celle de 1990 (100 %). La répartition détaillée en 2018 est la suivante : 
terres arables (62,1 %), prairies (27,7 %), zones agricoles hétérogènes (10,2 %). L'évolution de l’occupation des sols de la commune et de ses infrastructures peut être observée sur les différentes représentations cartographiques du territoire : la carte de Cassini (XVIIIe siècle), la carte d'état-major (1820-1866) et les cartes ou photos aériennes de l'IGN pour la période actuelle (1950 à aujourd'hui).

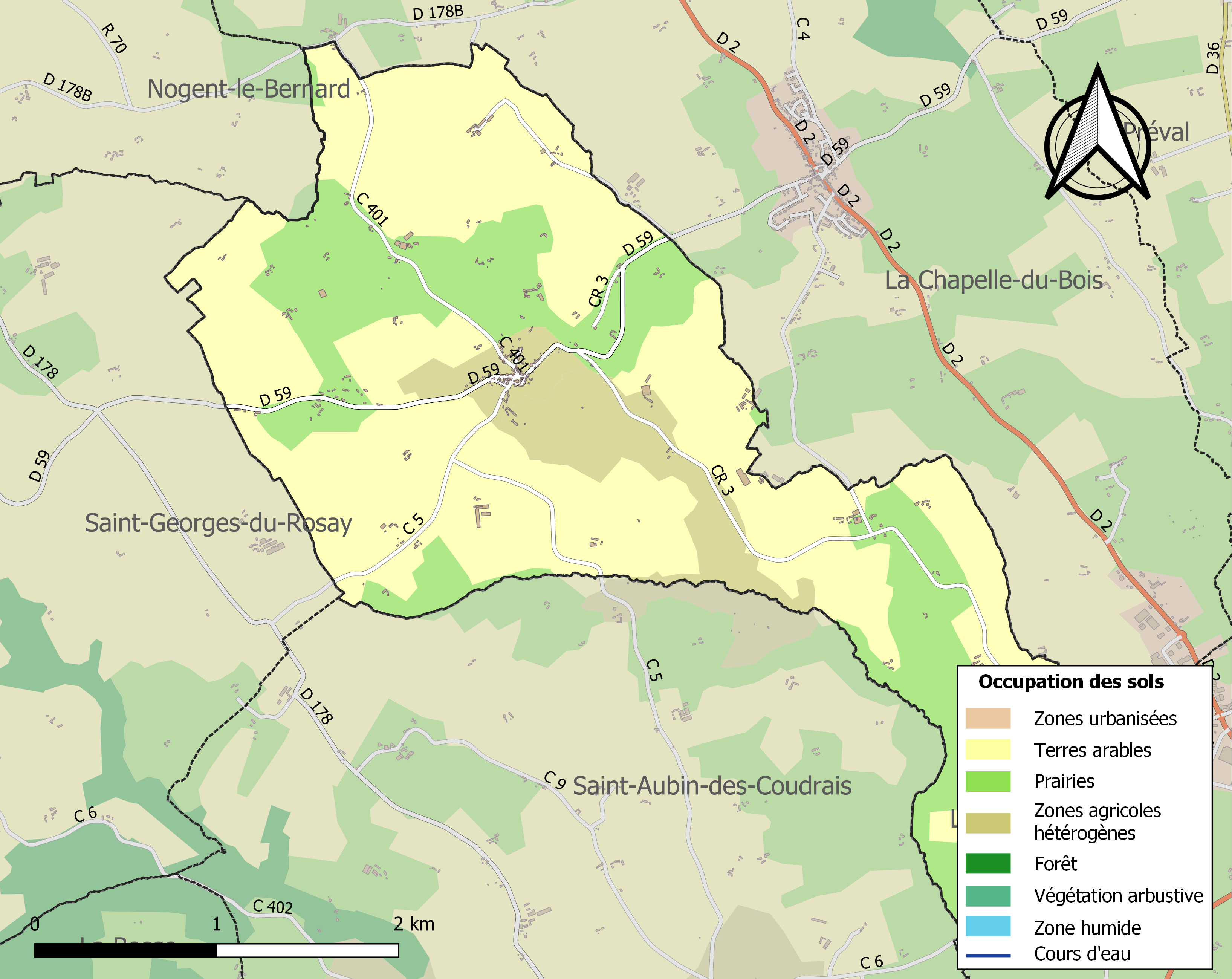
Carte des infrastructures et de l'occupation des sols de la commune en 2018 (CLC).

## Toponymie
Le gentilé est Dehaultais ou Dehaultien.

## Histoire
Les tramways de la Sarthe, une compagnie concessionnaire d'un réseau de chemin de fer secondaire à voie métrique, créa en 1898 une gare dans la commune, sur la ligne reliant La Ferté-Bernard au Mans.
L'hiver 1910 fut marqué par une grande pluviosité, entrainant de nombreuses inondations (crue de la Seine, du Doubs…). La Sarthe et ses affluents ne furent pas épargnées. Des pluies diluviennes avaient rongé le remblai de la ligne du tramway, établi en flanc de coteau sur un sol tourbeux et causé un important glissement de terrain de 12 m. de hauteur, qui laissaient les rails sans aucun soutien.
Le 20 janvier 1910, le premier train du matin, partant de La Ferté-Bernard en direction du Mans s'ébranla à 6h42 avec de nombreux voyageurs. La rame dérailla à l'endroit de cet éboulement situé à 150 m. de la gare, entraînant la machine, un wagon à marchandise, les deux voitures à voyageurs et un fourgon déraillèrent et dévalèrent en contrebas, tuant net le chauffeur, et blessant mortellement le mécanicien. Le chef de train et quelques voyageurs furent blessés.
La ligne fonctionna jusqu'en 1947.

## Politique et administration

### Rattachements administratifs et électoraux
La commune se trouve dans l'arrondissement de Mamers du département de la Sarthe. Pour l'élection des députés, elle fait partie depuis 1958 de la cinquième circonscription de la Sarthe.
Elle fait partie depuis 1801 du canton de La Ferté-Bernard . Dans le cadre du redécoupage cantonal de 2014 en France, ce canton, dont Dehault continue à faire partie, est étendu, passant de 13 à 26 communes.

### Intercommunalité
La commune fait partie de la communauté de communes de l'Huisne Sarthoise, créée le 26 décembre 1996.

### Liste des maires
| Période                                  | Période   | Identité       | Étiquette | Qualité                                |
| ---------------------------------------- | --------- | -------------- | --------- | -------------------------------------- |
| Les données manquantes sont à compléter. |           |                |           |                                        |
| avant mars 1824                          |           | Jean Bellanger |           |                                        |
| avant 1898                               |           | M. Pottier     |           |                                        |
| Les données manquantes sont à compléter. |           |                |           |                                        |
| ?                                        | mars 2001 | Louis Richard  |           |                                        |
| mars 2001                                | mai 2020  | Michel Rouaud  | SE        | Garagiste, puis technicien après-vente |
| mai 2020                                 | En cours  | Guy Chevaucher | SE        | Ingénieur de projet retraité           |

Le nombre d'habitants, au dernier recensement, étant compris entre 100 et 499, le nombre de membres du conseil municipal est de 11.

## Démographie
L'évolution du nombre d'habitants est connue à travers les recensements de la population effectués dans la commune depuis 1793. Pour les communes de moins de 10 000 habitants, une enquête de recensement portant sur toute la population est réalisée tous les cinq ans, les populations de référence des années intermédiaires étant quant à elles estimées par interpolation ou extrapolation. Pour la commune, le premier recensement exhaustif entrant dans le cadre du nouveau dispositif a été réalisé en 2007.

En 2022, la commune comptait 250 habitants, en évolution de −7,75 % par rapport à 2016 (Sarthe : −0,25 %, France hors Mayotte : +2,11 %).
| 1793 | 1800 | 1806 | 1821 | 1831 | 1836 | 1841 | 1846 | 1851 |
| ---- | ---- | ---- | ---- | ---- | ---- | ---- | ---- | ---- |
| 554  | 579  | 656  | 634  | 659  | 641  | 636  | 619  | 624  |

| 1856 | 1861 | 1866 | 1872 | 1876 | 1881 | 1886 | 1891 | 1896 |
| ---- | ---- | ---- | ---- | ---- | ---- | ---- | ---- | ---- |
| 632  | 610  | 577  | 534  | 533  | 471  | 430  | 428  | 436  |

| 1901 | 1906 | 1911 | 1921 | 1926 | 1931 | 1936 | 1946 | 1954 |
| ---- | ---- | ---- | ---- | ---- | ---- | ---- | ---- | ---- |
| 457  | 448  | 421  | 351  | 342  | 337  | 350  | 344  | 305  |

| 1962 | 1968 | 1975 | 1982 | 1990 | 1999 | 2006 | 2007 | 2012 |
| ---- | ---- | ---- | ---- | ---- | ---- | ---- | ---- | ---- |
| 292  | 296  | 268  | 215  | 230  | 213  | 264  | 271  | 275  |

| 2017 | 2022 | - | - | - | - | - | - | - |
| ---- | ---- | - | - | - | - | - | - | - |
| 270  | 250  | - | - | - | - | - | - | - |

## Culture locale et patrimoine

### Lieux et monuments
- Château de Dehault, des XVe, XVIIe et XVIIIe siècles, partiellement inscrit au titre des monuments historiques en 1981[25],[26].